# Прапор Лубен
Пра́пор Лубе́н — прапор міста Лубни затверджений рішенням X позачергової сесії Лубенської міської ради XXIV скликання від 16 вересня 2003 року.

## Опис
Офіційний опис прапора Лубен:
|  | Прапор міста Лубен має форму прямокутного полотнища малинового кольору із співвідношенням сторін 1:2, розділених на дві однакові частини горизонтальними хвилястими лініями білого і синього кольору. У лівій верхній частині прапора розміщено історичний герб міста, обрамлений жовтою лінією. Кожен колір має свою символіку. Малиновий — символ славного історичного минулого нашого тисячолітнього міста — єдності, козацької мужності, відваги та доблесті. Білий — символ оптимізму, радості і світлого майбутнього. Синій — чистого неба, миру й злагоди. Він є одним із кольорів державного прапора України. Біла хвиляста лінія символізує безкінечну дорогу життя, кордон, на якому за наказом князя Володимира було засноване місто Лубни як фортеця для захисту Київської Русі від ворогів. Синя хвиляста лінія — стилістичне зображення невід'ємної частини міста — тихоплинної Сули. |